# Sunniside (Gateshead)
Sunniside – wieś w Anglii, w hrabstwie ceremonialnym Tyne and Wear, w dystrykcie metropolitalnym Gateshead. W 2015 miejscowość liczyła 3249 mieszkańców.